# Hollywood bag kulisserne
Hollywood bag kulisserne (originaltitel: A Star Is Born) er en amerikansk film fra 1937 instrueret af William A. Wellman og med Janet Gaynor og Fredric March i hovedrollerne.
Filmen blev nomineret til syv Oscars ved Oscaruddelingen 1938, bl.a. i kategorien bedste film. Filmen modtog en Oscar for bedste historie samt en Æresoscar for bedste farvefilm. 
Filmen er blevet genindspillet tre gange: I 1954 som En stjerne fødes med Judy Garland i den kvindelige hovedrolle, i 1976 som En stjerne fødes med Barbra Streisand og Kris Kristofferson og i 2018 som A Star Is Born med Lady Gaga I den kvindelige hovedrolle. 

## Medvirkende
- Janet Gaynor som Esther Blodgett / Vicki Lester
- Fredric March som Norman Maine
- Adolphe Menjou som Oliver Niles
- May Robson som Lettie Blodgett
- Andy Devine som Daniel "Danny" McGuire
- Lionel Stander som Matt Libby
- Owen Moore som Casey Burke
- Peggy Wood som Miss Phillips
- Elizabeth Jenns som Anite Regis
- Edgar Kennedy som Pop Randall
- Clara Blandick som Aunt Mattie